# Pseudorhicnoessa
Genre
Pseudorhicnoessa est un genre d'insectes diptères brachycères de la famille des Canacidae.

## Systématique
Le genre Pseudorhicnoessa a été créé en 1914 par l'entomologiste américain d'origine écossaise John Russell Malloch (d) (1875-1963) avec pour espèce type Pseudorhicnoessa spinipes.

## Liste des espèces
Selon BioLib (5 novembre 2022) :
- Pseudorhicnoessa longicerca Munari, 2014
- Pseudorhicnoessa spinipes Malloch, 1914

## Étymologie
Le nom générique, Pseudorhicnoessa, composé du grec ancien ψευδής, pseudês, « faux, erroné », et du genre Rhicnoessa, fait référence à la grande proximité de ces deux genres.

## Publication originale
- (en) J. R. Malloch, « Formosan Agromyzidæ », Annales Historico-Naturales Musei Nationalis Hungarici, Budapest, Musée national hongrois, vol. 12,‎ 1914, p. 306-336 (ISSN 0521-4726, 0521-4726 et 2786-1368, lire en ligne).